# War Inc.
War Inc. é um jogo de computador desenvolvido pela Optik Software. Foi publicado pela Interactive Magic em 31 de agosto de 1997.
O jogo recebeu avalaição de 806 da GameRankings.  Para a época, era um jogo um tanto quanto único, incorporando um mercado de ações rudimentar, colocando o jogador diretamente em controle de pesquisa e desenvolvimento, e a habilidade de customizar completamente certas unidades com uma variedade de componentes.